# Ô
Ô, ô là ký tự thứ 18 trong bảng chữ cái tiếng Việt. Chữ cái "o" được dùng để biểu thị cho âm Nguyên âm tròn lưng mở miệng vừa phải /o/ trong tiếng Việt. Mượn từ kí tự O with circumflex trong bảng chữ cái tiếng Bồ Đào Nha và tiếng Pháp.

## Lịch sử
Chữ Quốc ngữ được hình thành bởi các tu sĩ Dòng Tên trong quá trình truyền đạo Công giáo tại Việt Nam đầu thế kỷ 17 dưới quy chế bảo trợ của Bồ Đào Nha. Francisco de Pina là nhà truyền giáo đầu tiên thông thạo tiếng Việt, ông đã bắt đầu xây dựng phương pháp ghi âm tiếng Việt bằng chữ cái Latinh.